# Circarama
Das Circarama oder Rundbildkino (englisch: Circle-Vision 360°) ist eine Form der Film- und Kinotechnik sowie eine Weiterentwicklung des Cinerama-Formats.

## Geschichte

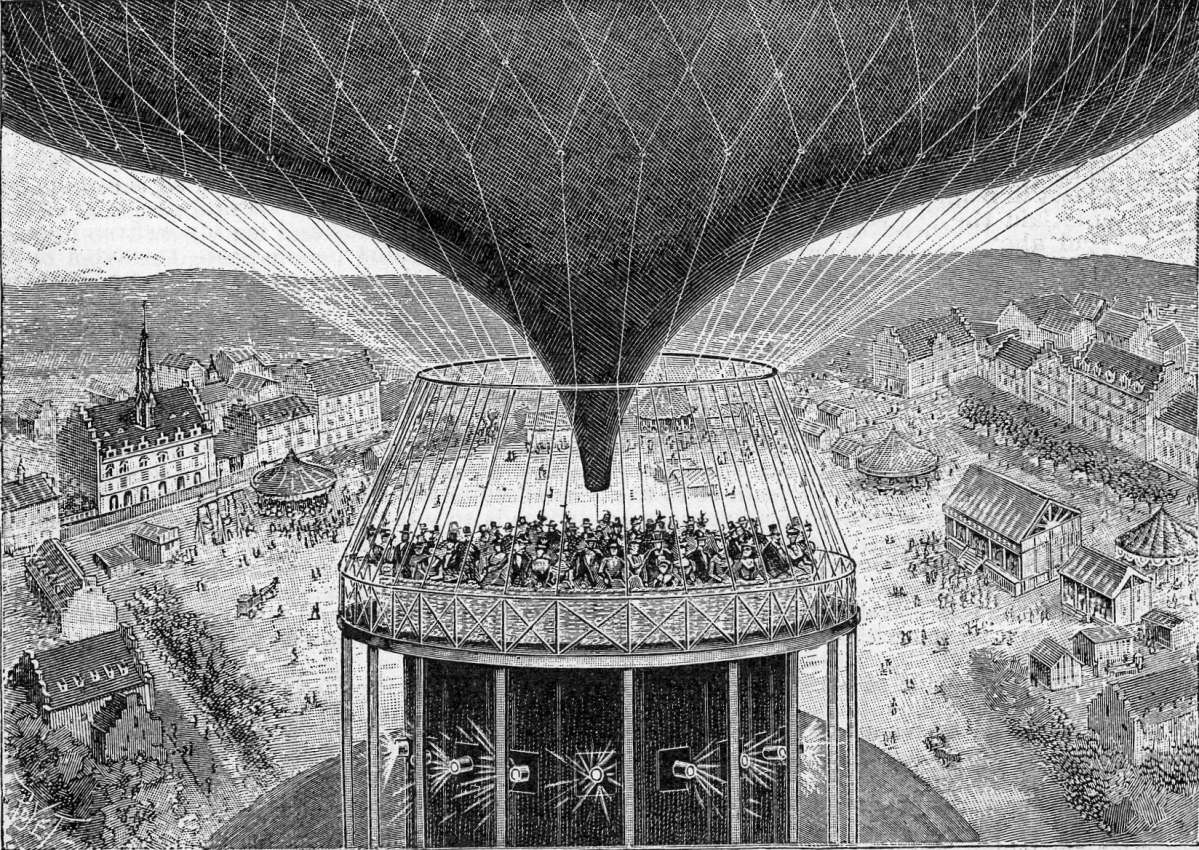
Cineorama Ballon Simulation, Weltausstellung 1900 in Paris

Die Idee eines Panoramas mit bewegten Bildern knüpft an die im 19. Jahrhundert populäre Panoramamalerei an. 1897 ließ der Ingenieur Raoul Grimoin-Sanson sein „Cinéorama“ patentieren, das erstmals öffentlich an der Weltausstellung Paris 1900 vorgeführt wurde. Es simulierte einen Flug im Heißluftballon über Paris, für den zehn 70-mm-Projektoren verwendet wurden. Weil die Projektoren eine starke Hitze entwickelten, schloss die Polizei die Attraktion nach drei Tagen.

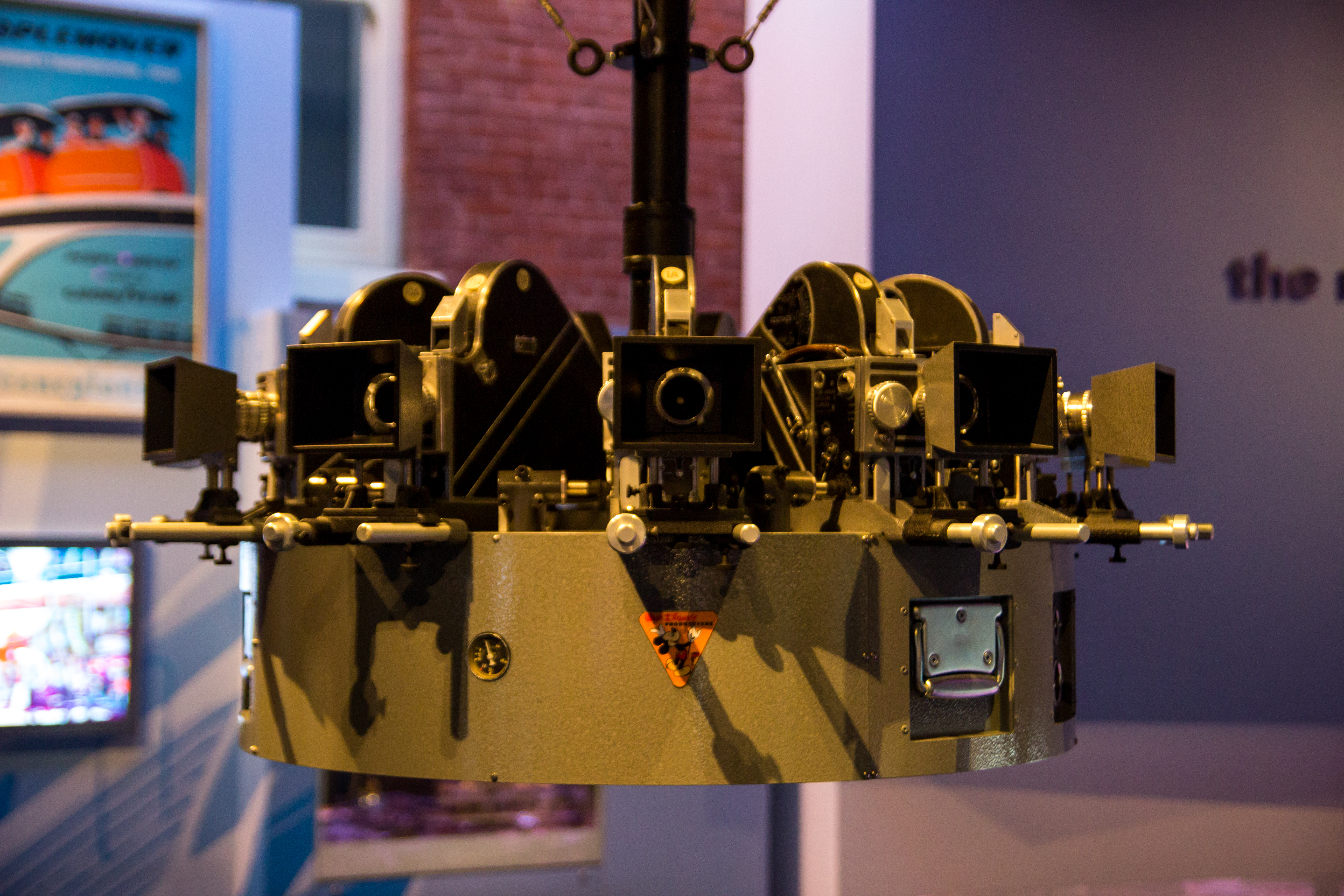
Circle Vision 3D-Kamera

Die erste Circarama-Produktion war der Film „A Tour Of The West“ der Walt Disney Company, der im 1955 eröffneten Disneyland-Themenpark „Tomorrowland“ im kalifornischen Anaheim gezeigt wurde.
1959 wurde in Moskau das Panoramakino Krugovaya Kinopanorama eröffnet, das auf der französischen 70-mm-Technologie basierte.
Das Circarama-Verfahren von Disney, teilweise auch Circle-Vision 360 genannt, wurde im 20. Jahrhundert vorwiegend in den Disney-Themenpark verwendet: wie zum Beispiel „O Canada!“ in Epcot, „Reflections of China“ und die nicht mehr existierenden „America the Beautiful“ (Version von 1967), „Wonders of China“ und „American Journeys“ in Disneyland, die im Circle-Vision-Theater im Tomorrowland untergebracht waren. Von 1992 bis 2004 gab es auch ein Circarama im Disneyland Paris.
Für die Expo 64 in der Schweiz ließ die SBB einen 360-Grad-Film im Circarama-Format unter dem Titel „Rund um Rad und Schiene“ erstellen. Der Film wurde in einem aufwendigen Spezialverfahren mit neun 35-mm Kameras gedreht und in einem eigenen Pavillon mit 26,5 Metern Durchmesser und Platz für 1500 Zuschauer abgespielt. Neun 35-mm-Projektoren ermöglichten eine Rundumsicht auf die rundum angeordneten sieben Meter hohen Leinwände mit einer Länge von 90 Metern. Die halbstündige Produktion wurde von teilweise bis zu 25.000 Zuschauern pro Tag angesehen, unter ihnen auch Walt Disney. Der Film wurde von Ernst A. Heiniger als Disney-Lizenz realisiert.
In den 1970er Jahren entwickelte Heiniger zusammen mit dem Ingenieur Walter Dätwyler das erste nahtlose zylindrische 360°-Filmsystem, das Panorama-Format „Swissorama“, das im Verkehrshaus Luzern mit dem Film „Impressionen der Schweiz“ von 1984 bis 2004 benutzt wurde. Damit wurden unter dem neuen Namen „Imagine 360“ zwischen 1987 und 1989 die Filme „Shikoku Alive“ für eine Ausstellung in Japan und „Das Panorama Berlin“ für ein Kuppelkino in der Nähe des Ku’damms in Berlin produziert.
Das Circarama hatte wegen des Produktionsaufwands und der Abspielbedingungen nie eine größere Verbreitung. Es wird heute noch für wenige Attraktionen in den Disney-Themenparks verwendet. Die Weiterentwicklungen des Circaramas sind das IMAX-Theater und die 3D-Filme.
Zum 50-Jahr-Jubiläum der Expo 64 wurde 2014 auf dem Berner Bundesplatz für zwei Tage das Panoramakino wiederbelebt.

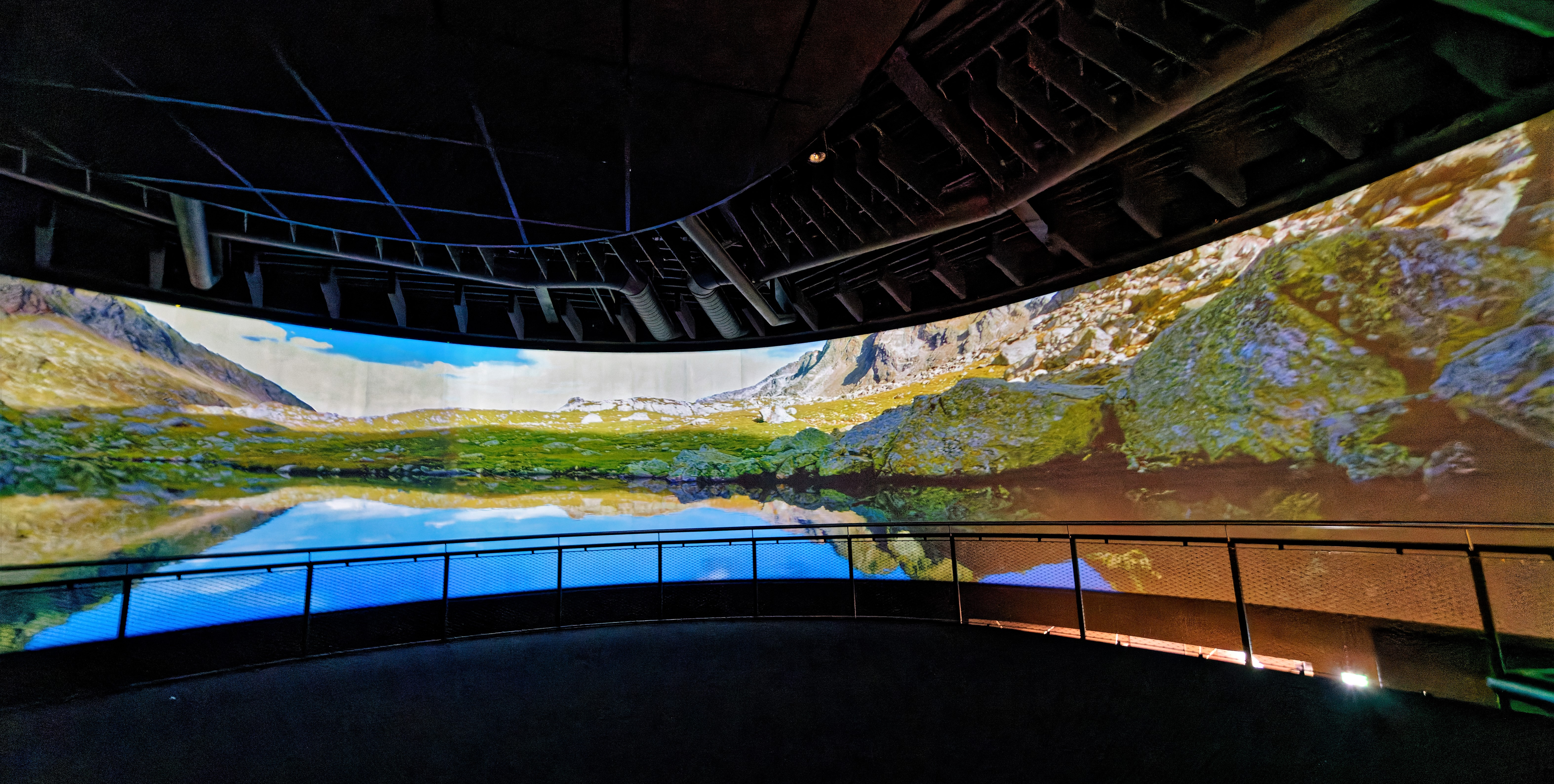
Blick in das 360 Grad-Kino (Mittersill, Österreich)

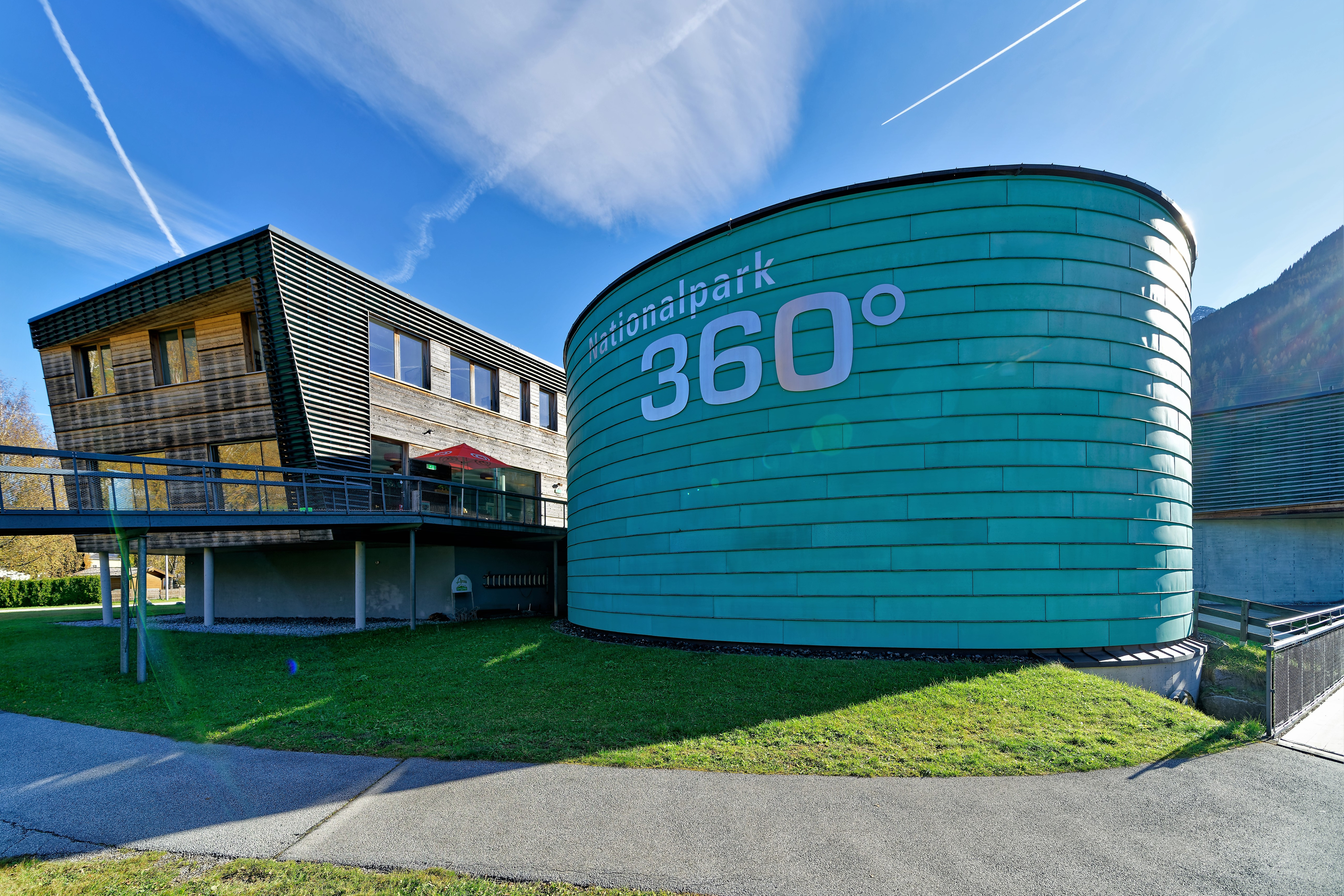
Das 360 -Grad-Kino im Nationalparkzentrum Hohe Tauer (Mittersill)

## Circarama-Technik
Bei der von der Walt Disney Company verfeinerten Filmtechnik wurden neun Kameras für neun kreisförmig angeordnete Großbildschirme verwendet, anfänglich („America the Beautiful“ 1955) wurden elf 16-mm-Kameras eingesetzt, später neun 35-mm-Kameras. Für Szenen in Städten und auf Autobahnen wurden die Kameras in der Regel auf einem Auto montiert. Für andere Filme („The Timekeeper“ 1992) wurde eine statische Kamera und viele CGI-Effekte verwendet. Sowohl die ursprüngliche 11-Objektiv-Kamera als auch die spätere 9-Objektiv-Kamera (entwickelt 1960) und ihre Projektionssysteme wurden vom langjährigen Disney-Animator und Pionier der visuellen Effekte Ub Iwerks entworfen.
Ernst A. Heiniger entwickelte 1984 in Anlehnung an die Technik der Kuppelfilme eine neue Lösung für Aufnahme und Wiedergabe von zylindrischen 360°-Bildern mit einem einzigen Film. Die 65-mm-Kamera war mit einem speziell weitwinkligen Fischaugenobjektiv ausgerüstet. Ein einzelnes Filmbild zeigte ähnlich wie beim „Cinetarium“ eine kreisrunde verzerrte Abbildung mit schwarzem Zentrum. Das Negativmaterial wurde auf 70-mm-Film kopiert und von der Deckenmitte des Kinos durch einen Projektor mit einer identischen Linse verzerrungsfrei und „nahtlos“ auf die zylindrische Leinwand projiziert.

## Circarama-Theater
An den Wänden des runden Circarama-Kinos sind eine ungerade Anzahl von Leinwänden angebracht. In den kleinen Lücken zwischen den Leinwänden wird je ein Projektor aufgestellt, der über den Raum hinweg auf eine Leinwand projiziert. Die Leinwände und Projektoren sind über Kopfhöhe angeordnet. Während sie den Film ansehen, stehen die Zuschauer in der Raummitte, wo es Anlehnbügel hat, an denen sie sich festhalten oder anlehnen können. Das Circarama-Kino von 1955 verfügte über 11 Projektoren und verwendete einen 16-mm-Film, dasjenige von 1967 Circle-Vision mit 9 Projektoren und einen 35-mm-Film.

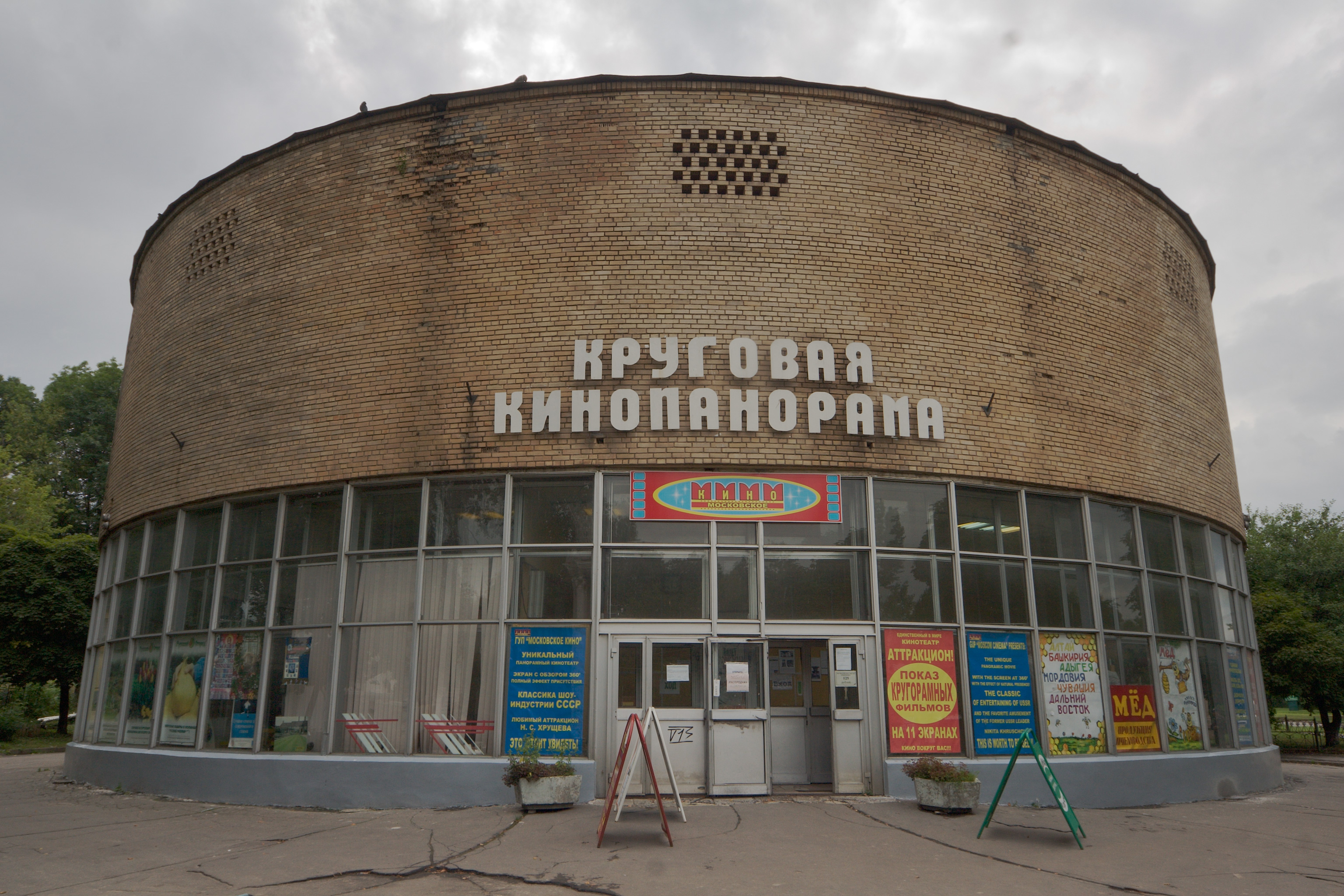
Krugovaya Kinopanorama, Moskau

Das erste „Swissorama“-Kino im Verkehrshaus Luzern hatte einen Durchmesser von 20 Metern und eine Leinwand von gut 60 Metern Länge und 5 Metern Höhe. Knapp 400 Personen konnten die 20 Minuten lange touristische Reise quer durch die Schweiz mit dem Titel „Impressionen der Schweiz“ sehen. Der 6-Kanal-Stereoton bestand nur aus Begleitmusik.
Das „Krugovaya Kinopanorama“ in Moskau gilt als einziges Kino der Welt, das seit über 50 Jahren Filme auf einer 360-Grad-Leinwand zeigt. 22 Leinwände sind darin in zwei Reihen übereinander im Kreis angeordnet. Es hat für 300 Besucher Platz. Es gibt noch sieben alte 20-minütige Filme, die man zeigen kann.

### Vorführorte

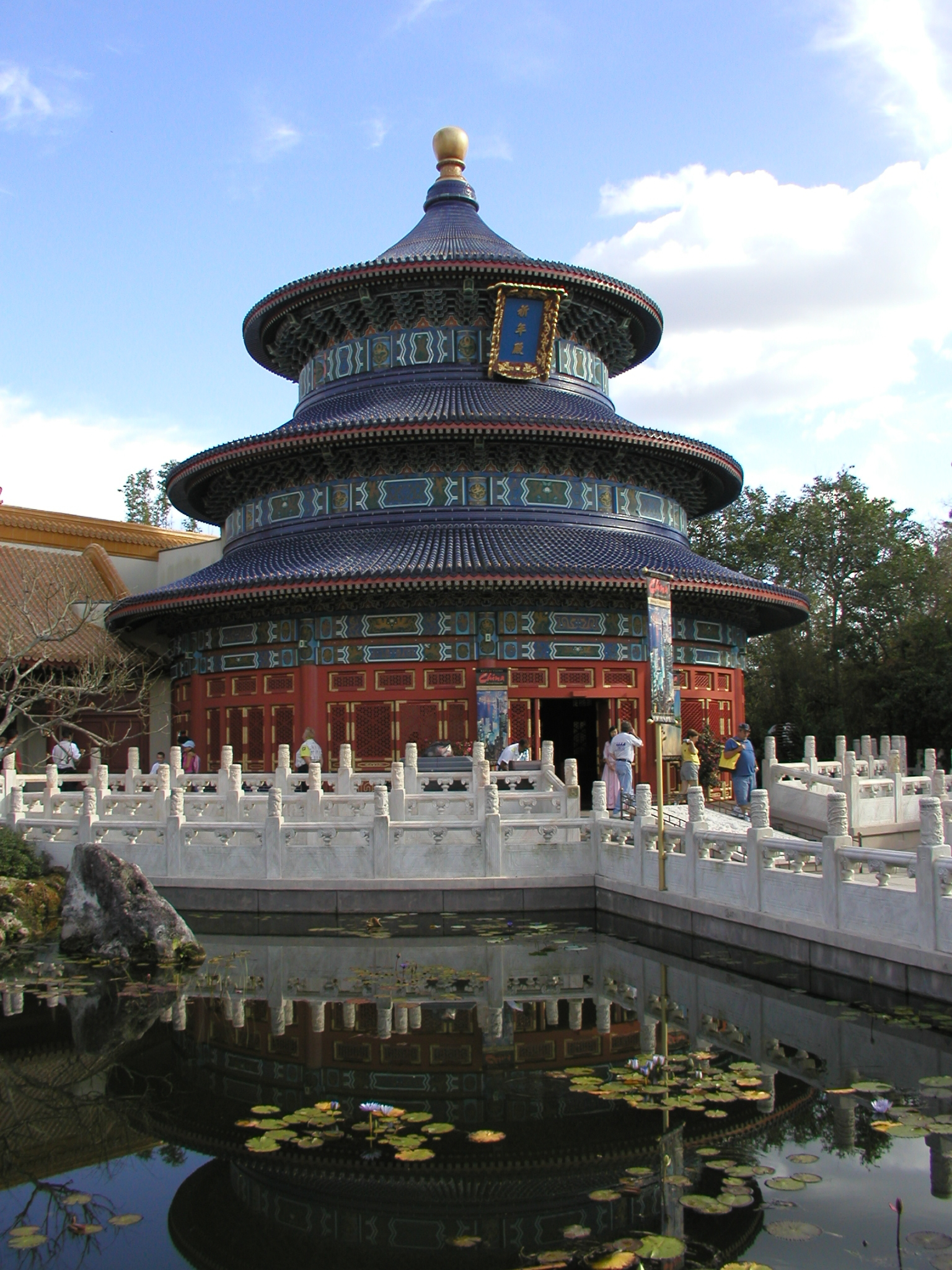
„Reflections of China“ in Epcot

- Disneyland-Themenpark „Tomorrowland“ im kalifornischen Anaheim 1955 (Film «A Tour Of The West»)
- An der Expo 58 Weltausstellung in Brüssel wurde 1958 in einem großen Circarama (Rundumkino) der von der Disney Company produzierte Film „America the Beautiful“ gezeigt.
- Panoramakino Krugovaya Kinopanorama Moskau: seit 1959
- Expo 61 Turin: Mai bis Oktober 1961
- Expo 64 Lausanne: April bis Oktober 1964
- Expo 67, Montreal: April bis Oktober 1967
- Disneyland Resort Anaheim, Tomorrowland: 1971 bis 2006
- Disney Magic Kingdom, Tomorrowland: 1971 bis 2006
- Disney Epcot, World Showcase: China und Kanada Pavillon: seit 1982
- Tokyo Disneyland, Tomorrowland: 1983 bis 2002
- Verkehrshaus Luzern, Swissorama: 1984 bis 2004
- Expo 86, Vancouver: Mai bis Oktober 1986
- Ausstellung in Japan (Film «Shikoku Alive»): 1987
- Kuppelkino Kurfürstendamm in Berlin (Film „Destination Berlin“): 1989 bis 2010. 2011 wurde das blaue Kudamm-Kugelkino umgesiedelt und 2011 im Filmpark Babelsberg als XD-Erlebniskino „Dome of Babelsberg“ eröffnet.
- Disneyland Paris, Discoveryland: 1992 bis 2004

## Circarama-Filme

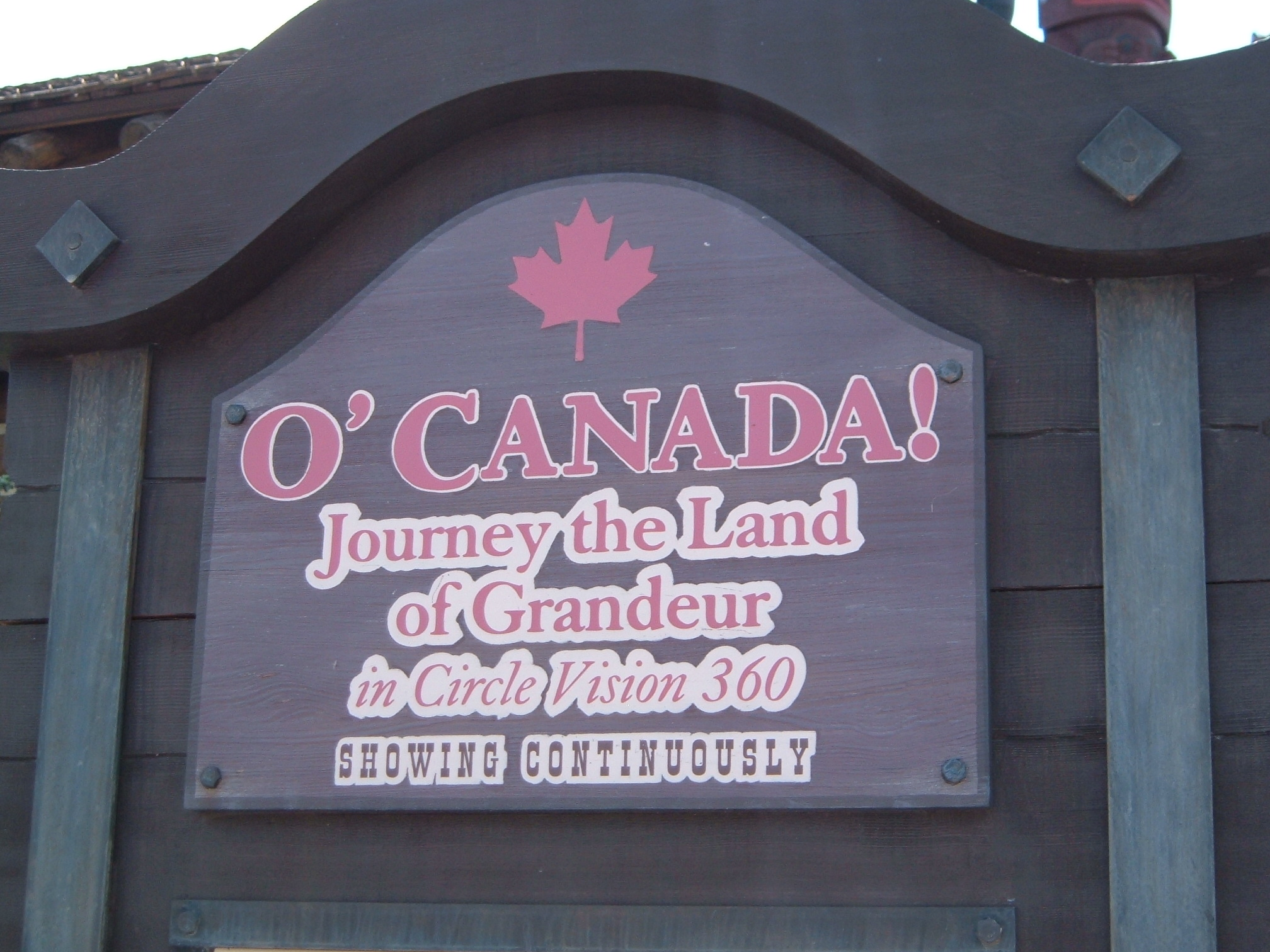
«O Canada!» in Epcot

- Der erste Circarama Film war „A Tour Of The West“ (von 1955 bis 1959), der für den 1955 eröffneten Disneyland-Themenpark „Tomorrowland“ im kalifornischen Anaheim produziert wurde.
- „America the Beautiful“: 1960 bis 2001
- Elio Piccon gestaltete 1961 in der Kinotechnik Circarama den Jubiläumsfilm „Italia 61“ der Fiat-Werke in Koproduktion mit der Walt Disney Company.
- „Rund um Rad und Schiene“, Expo 1964, mit 4 Millionen Zuschauern bei rund 3500 Aufführungen
- „Magic Carpet ‘Round the World“: 1974 bis 1984
- „O Canada!“ in Epcot: 1981 (2007 aktualisiert) bis 2019
- „Wonders of China“ in Epcot 1982 bis 2003
- „American Journeys“: 1984 bis 1996
- „Impressionen der Schweiz“, Verkehrshaus Luzern, im „Swissorama/Imagine 360“-Format, von 1984 bis 2002 sahen über 1,8 Millionen Zuschauer den Film in rund 20.000 Aufführungen
- „Shikoku Alive“ 1988 im «Imagine 360»-Format an der Shikoku Bridge Expo in Kagawa, Japan
- „Destination Berlin“ im Kudamm-Kugelkino Berlin 1989. Der Soundtrack für den Film wurde von Tangerine Dream speziell als Panoramasound für das Videosystem «Imagine 360» komponiert.[8]
- „The Timekeeper“: 1992 bis 2006
- „Reflections of China“ in Epcot: seit 2003
- „Canada Far and Wide“: seit 2020